# Andradas
Andradas là một đô thị thuộc bang Minas Gerais, Brasil. Đô thị này có diện tích 467,403 km², dân số năm 2007 là 36320 người, mật độ 77,8 người/km².